# 664 هـ
664 هـ هِي سنة في التقويم الهجري امتدت مقابلةً في التقويم الميلادي بين سنتي 1265 و1266.

## أحداث
- أرسل الظاهر بيبرس منبرًا جديدًا للمسجد النبوي.
- عين الظاهر بيبرس علم الدين بن أحمد (باسوفير) بن علي بن عبد الله الداعي أول أمير من الأرتيقة على سواكن ، وعزل الأمير البلوي.
- غزا المنصور محمد بن محمود بلاد السيس بأمر من السلطان الظاهر بيبرس .

## مواليد
- ابن القوبع، فقيه ومفسر ولغوي وطبيب وشاعر مغربي تونسي.
- سراج الدين الدجيلي.

## وفيات
- فريد الدين مسعود

- شمس الدين الموصلي